# Формула 1 — сезона 1985
36. сезона Формуле 1 је одржана 1985. године од 7. априла до 3. новембра. Вожено је 16 трка. Возачки наслов првака је освојио Ален Прост са Маклареном који је освјио конструкторски наслов.